# Konstytucja Belgii
Konstytucja Belgii – podstawowy akt prawny Belgii, posiadający  najwyższą moc prawną w systemie źródeł prawa w państwie. Została uchwalona 7 lutego 1831 roku i była wiele razy nowelizowana. Ustanowiła Belgię monarchią parlamentarną.